# Wallace Broecker

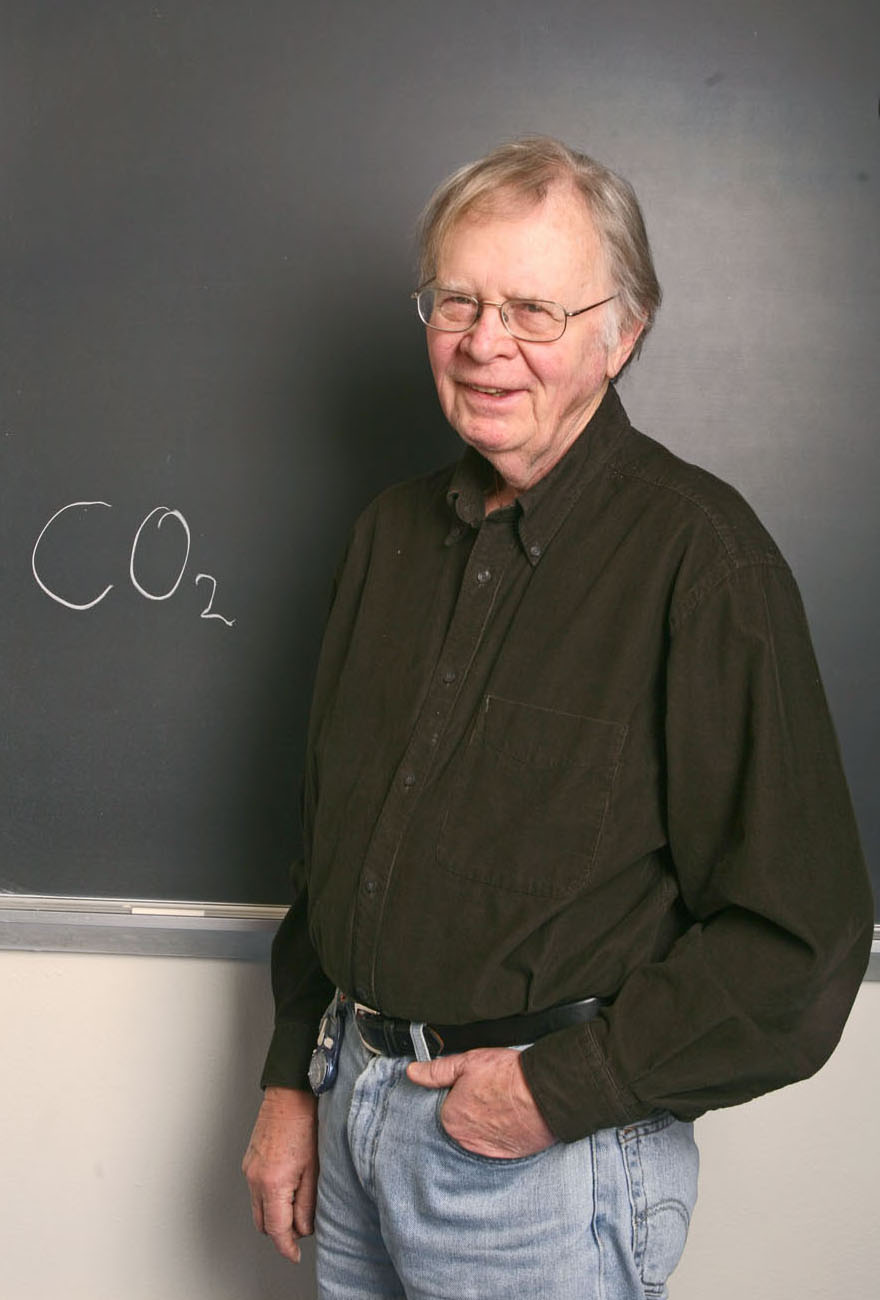
Wallace Broecker, 2010

Wallace Smith Broecker („Wally“) (* 29. November 1931 in Chicago; † 18. Februar 2019 in New York City) war Newberry Professor am Institut für Erd- und Umweltwissenschaften (Department of Earth and Environmental Sciences) der Columbia University und forschte am dortigen Lamont-Doherty Earth Observatory. Broeckers Forschungsgebiete umfassten die Geochronologie des Pleistozäns, die Anwendung der Radiokarbondatierung und der Nachweis von Mischvorgängen in Meereswässern aus verschiedenen Herkunftsgebieten anhand von stabilen Isotopen und Radioisotopen. Diese Arbeiten auf dem Feld der chemischen Ozeanographie untersuchten den biologisch-geochemischen Kohlenstoff-Kreislauf und die erdgeschichtlichen Zeugen von Klimaänderungen, die sich im Polareis und den Sedimenten der Ozeane nachweisen lassen.

## Leben
Broecker besuchte das Wheaton College in Illinois, wo er John Laurence Kulp (1921–2006) und Paul Werner Gast (1930–1973) kennenlernte. 1953 erwarb er den Bachelor of Arts im Fach Physik am Columbia College und im Folgejahr den Master of Arts. 1958 erwarb er den Doktorgrad (Ph.D.) der Geologie an der Columbia University, wurde im Jahr darauf als Assistenzprofessor Mitglied der Fakultät, und begann seine Arbeit am Lamont-Doherty Earth Observatory, unter anderem mit W. Maurice Ewing und Walter Bucher. 1962 wurde er Sloan Research Fellow. 1964 wurde er zum Ordentlichen Professor, und seit 1977 hatte er die Stelle des Newberry Professor of Earth and Environmental Sciences am Lamont-Doherty Earth Observatory inne.

## Wirken
Broecker hat bedeutende Beiträge zur Klärung der Rolle der Ozeane bei der Entstehung abrupter Klimaveränderungen geleistet, die sich im letzten Eiszeitalter ereigneten. Seine Forschungen zur thermohalinen Zirkulation haben das Konzept eines „globalen Förderbandes“ bekannt gemacht, das die Strömungen in den Weltmeeren miteinander verbindet.  Seine Arbeit auf diesem Gebiet ist eine der Grundlagen bei der Erforschung des Kohlenstoff-Kreislaufs. Broecker lieferte wichtige Orientierungshilfen für nachfolgende Arbeiten durch die Anwendung der Radiokarbon-Datierung auf Fragen zur Ausdehnung und Eigenschaften der Ozeane in der Vergangenheit (Paläozeanographie), sein mit Tsung-Hung Peng verfasstes Lehrbuch Tracers in the Sea wird heute noch in Aufsätzen zur chemischen Ozeanographie zitiert.
Broecker gilt weithin als derjenige, der – ohne Absicht – den Ausdruck global warming (globale Erwärmung) erschuf, indem er einen Aufsatz mit dem Titel Climate Change: Are we on the Brink of a Pronounced Global Warming? veröffentlichte. Tatsächlich wurde auch schon seit den 1950er-Jahren vereinzelt der Begriff „globale Erwärmung“ auf eine durch Treibhausgasemissionen verursachte Klimaänderung angewendet.
Im Jahr 2008 veröffentlichte er mit dem Wissenschaftsjournalisten Robert Kunzig einen Abriss der Geschichte der Klimawissenschaft. In diesem Buch hoben die Autoren die Wichtigkeit der Entfernung von Kohlendioxid aus der Erdatmosphäre für die weitere Entwicklung des Klimas (Kohlendioxid-Sequestrierung) hervor und unterstützten damit die Arbeit von Broeckers Kollegen Klaus Lackner. Die New York Times beschrieb Broecker als einen Pionier des Geoengineerings. Wallace Broecker starb im Februar 2019 im Alter von 87 Jahren.

## Ehrungen
Broecker war Mitglied der American Academy of Arts and Sciences (1976), der National Academy of Sciences (1977), der American Philosophical Society (2015), der American Geophysical Union, der American Association for the Advancement of Science, der European Geophysical Union sowie auswärtiges Mitglied der Royal Society. Er hat zahlreiche weitere Auszeichnungen erhalten, darunter:
- die Maurice Ewing Medal der American Geophysical Union (1979)[10]
- die Alexander-Agassiz-Medaille der National Academy of Sciences (1986)[11]
- den Urey Award der European Association of Geochemistry (1986)[12]
- den V. M. Goldschmidt Award der Geochemical Society (1986)[13]
- den Vetlesen-Preis der G. Unger Vetlesen Foundation (1987)[12]
- die Wollaston-Medaille der Geological Society of London (1990)[14]
- die Roger Revelle Medal der American Geophysical Union (1995)[12]
- die National Medal of Science (1996)[15]
- den Blue Planet Prize der Asahi Glass Foundation (1996)[16]
- den Tyler Prize for Environmental Achievement der University of Southern California (2002)[3]
- den Crafoord-Preis in Geowissenschaften (2006),[17] und
- die Benjamin-Franklin-Medaille für Erd- und Umweltwissenschaften[18] des Franklin Institute in Philadelphia, Pennsylvania (2008).

Im September 2008 erhielt Broecker den Balzan-Preis für außergewöhnliche wissenschaftliche Errungenschaften. In seiner Laudatio hob Enric Banda (Research Professor für Geophysik am Institut für Geowissenschaften in Barcelona) die Rolle Broeckers hervor: „Wallace Broecker hat mit seinen Entdeckungen über die Interaktion der Meere mit der Atmosphäre, über die Rolle der Veränderungen der Gletscher und über die Bedeutung der in Eisproben und in Meeres-Ablagerungen enthaltenen Informationen auf herausragende Weise zum Verständnis des Klimawandels beigetragen. Die Erkenntnisse Broeckers sind für das Verständnis nicht nur der abrupten, sondern auch der graduellen Klimaveränderungen von enormer Bedeutung.“
Im Januar 2009 wurde Broecker mit dem BBVA Foundation Frontiers of Knowledge Award 2008 in der Kategorie „Klimaveränderung“ für seine grundlegenden Forschungen ausgezeichnet, die er auf dem Gebiet der biologischen und chemischen Prozesse durchführte. Sie förderten eine Sicht der Erde als verknüpftes System, die Grundlage für das Verständnis vergangener und aktueller Klimaänderungen sei. Die Laudatio hob seinen holistischen Ansatz hervor, der ihm die Erkenntnis der Mechanismen abrupter Klimaänderungen ermöglicht hat.

## Veröffentlichungen
Broecker ist der Autor von mehr als 450 Artikeln in wissenschaftlichen Zeitschriften und hat zehn Bücher veröffentlicht. Zu seinen Veröffentlichen zählen:
- mit Virginia M. Oversby: Chemical Equilibria in the Earth. McGraw-Hill Education, 1971, ISBN 0-07-007997-8.
- Chemical oceanography. Harcourt Brace Jovanovich, 1974, ISBN 0-15-506437-1.
- The glacial world according to Wally. Eldigio Press, 1995, OCLC 33262006.
- Greenhouse puzzles: Keeling's world, Martin's world, Walker's world. Eldigio Press, 1998.
- Greenhouse puzzles. Lamont-Doherty Geological Observatory of Columbia University, 1993.
- How to Build a Habitable Planet. Eldigio Press, 1988, ISBN 0-9617511-2-6.
- mit Tsung-Hung Peng: Tracers in the Sea. Eldigio Press, 1982, ISBN 0-9617511-0-X.
- The Ocean. Scientific American, September 1983.
- mit Robert Kunzig: Fixing Climate: What Past Climate Changes Reveal About the Current Threat--and How to Counter It. Profile Books, UK, 2008, ISBN 978-1-84668-860-7.
- The Great Ocean Conveyor, Discovering the Trigger for Abrupt Climate Change. Princeton University Press, Princeton, New Jersey, USA, 2010.
- mit Charles H. Langmuir: How to Build a Habitable Planet. The Story of Earth from the Big Bang to Humankind. Princeton University Press, Princeton New Jersey, USA 2012.